# Zsolt Borkai
Zsolt Borkai, född 31 augusti 1965 i Győr, Ungern, är en ungersk gymnast.
Han tog OS-guld i bygelhäst i samband med de olympiska gymnastiktävlingarna 1988 i Seoul.